# Nariman Magomedrassulowitsch Israpilow
Nariman Magomedrassulowitsch Israpilow (russisch Нариман Магомедрасулович Исрапилов; * 23. Februar 1988) ist ein russischer Ringer.

## Werdegang
Der in Chassawjurt, Dagestan, trainierende Student ist 1,60 Meter groß und startet in der niedrigsten Kategorie Bantamgewicht (bis 55 kg Körpergewicht), in der er 2008 in Istanbul Juniorenweltmeister im Freistil wurde. Sein Trainer ist Magomed Magomedow. Er startet für Russland und ringt nur im freien Stil.
2008 und zu Beginn des Jahres 2009 qualifizierte sich Nariman Israpilow durch hervorragende Ergebnisse bei hochrangig besetzten Turnieren für einen Start bei den Europameisterschaften im Freistil in Vilnius. Er erzielte dort vier Siege und wurde in überlegenem Stil Europameister im Bantamgewicht. Im Finale besiegte er dabei Bessarion Gotschaschwili aus Georgien.
In den folgenden Jahren konnte sich Nariman Israpilow bei den russischen Meisterschaften nicht durchsetzen. 2011 belegte er im Bantamgewicht den 3. Platz hinter Wiktor Lebedew und Dschamal Otarsultanow.
2013 wurde er erstmals russischer Meister. Im Juli 2013 wurde er bei der Universiade in Kasan eingesetzt und siegte dort im Bantamgewicht.

## Erfolge
| Jahr | Platz | Wettbewerb                             | Gewichtsklasse | |
| 2007 | 2.    | "Alexander-Medwed"-Turnier in Kiew     | Bantam         | hinter Ryswan Hadschyjeu, Belarus u. vor Matt Azevedo, USA u. Schaibula Schajalow, Russland                                                                    |
| 2008 | 3.    | "Alexander-Medwed"-Turnier in Kiew     | Bantam         | hinter Ryswan Hadschyjeu u. Namig Sewdimow, Aserbaidschan, gemeinsam mit Alexander Lasiza, Russland                                                            |
| 2008 | 1.    | WM der Junioren in Istanbul            | Bantam         | nach Siegen über Adrian Hajuk, Polen, Eduards Kucepavlovs, Lettland, Jasar Alijew, Aserbaidschan, Damdinbadsaryn Tsogtbaatar, Mongolei und Hassan Rahimi, Iran |
| 2008 | 1.    | "Umachanow"-Memorial in Chassawjurt    | Bantam         | vor Asadulla Lachinow, Mahmoud Magomedow u. Osman Adamschiew, alle Russland                                                                                    |
| 2009 | 1.    | "Iwan-Jarigin"-Turnier in Krasnojarsk  | Bantam         | vor Wiktor Lebedew, Dschamal Otarsultanow u. Mahmoud Magomedow, alle Russland                                                                                  |
| 2009 | 1.    | EM in Vilnius                          | Bantam         | mit Siegen über Radoslaw Welikow, Bulgarien, Alexandru Schirtoaca, Moldawien, Mihran Jaburjan, Armenien u. Bessarion Gotschaschwili, Georgien                  |
| 2009 | 7.    | Golden-Grand-Prix in Baku              | Bantam         | Sieger: Namig Sewdimow, Aserbaidschan vor Yasuhiro Inaba, Japan u. Yaser Khalpour Alamdardehi, Iran                                                            |
| 2010 | 2.    | "Iwan-Yarigin"-Memorial in Krasnojarsk | Bantam         | hinter Yang Kyong-il, Nordkorea u. vor Wiktor Lebedew u. Hidenori Taoka, Japan                                                                                 |
| 2010 | 3.    | Ramsan-Kadirow-Cup in Grosny           | Bantam         | hinter Dschamal Otarsultanow u. Asadula Lachinow, beide Russland                                                                                               |
| 2010 | 2.    | Golden-Grand-Prix in Baku              | Bantam         | hinter Shinichi Yumoto, Japan, vor Bessarion Gotschaschwili und Angel Escobedo, USA                                                                            |
| 2011 | 1.    | Moscow-Lights                          | Bantam         | vor Pjotr Siwzew, Russland, Radoslaw Welikow und Machmud Magomedow, Aserbaidschan                                                                              |
| 2012 | 2.    | Golden-Grand-Prix in Krasnojarsk       | Bantam         | hinter Dschamal Otarsultanow, vor Artas Sanaa und Alexander Bagomojew, beide Russland                                                                          |
| 2012 | 1.    | Golden-Grand-Prix in Teheran           | Bantam         | vor Bajaraagiin Naranbaatar, Mongolei, Rasul Kalijew, Kasachstan und Giorgi Edischeraschwili, Georgien                                                         |
| 2012 | 1.    | Golden-Grand-Prix in Baku              | Bantam         | vor Naik Sawdumzadeh und Aser Paschajew, beide Aserbaidschan und Artas Sanaa                                                                                   |
| 2012 | 1.    | Ramsan-Kadirow-Cup in Grosny           | Bantam         | vor Artas Sanaa und Artjom Gebekow, beide Russland |
| 2012 | 1.    | Moscow-Lights                          | Bantam         | vor Ahmet Peker und Vedat Bulduk, beide Türkei und Sergei Ratuschnii, Ukraine                                                                                  |
| 2013 | 7.    | "Iwan-Yarigin"-Memorial in Krasnojarsk | Bantam         | Sieger: Artjom Gebekow vor Saaduk Gasimagomedow und Basaar Schalsapow, beide Russland                                                                          |
| 2013 | 13.   | Welt-Cup in Teheran                    | Bantam         | Sieger: Sezer Akgül, Türkei vor Hassan Rahimi, Iran, Fumitaki Morishita, Japan und Wladyslaw Andrejew, Belarus                                                 |
| 2013 | 5.    | "Ali-Alijew"-Memorial in Machatschkala | Bantam         | Sieger: Gadschi Alijew, Aserbaidschan vor Artjom Gebekow, Murtas Kwesadse, Georgien und Bechan Goigerejew, Russland                                            |
| 2013 | 1.    | Universiade in Kasan                   | Bantam         | vor Sarnat Nadirbek Uulu, Kirgisien, Fumitaki Morishita und Berdach Primbajew, Kasachstan                                                                      |

## Russische Meisterschaften
| Jahr | Platz | Gewichtsklasse | Ergebnisse                                                                         |
| 2009 | 3.    | Bantam         | hinter Wiktor Lebedew und Ossip Michailow, gemeinsam mit Rasul Meschesew           |
| 2011 | 3.    | Bantam         | hinter Wiktor Lebedew und Dschamal Otarsultanow, gemeinsam mit Alexander Bogomojew |
| 2012 | 3.    | Bantam         | hinter Dschamal Otarsultanow und Wiktor Lebedew, gemeinsam mit Omak Sjurjun        |
| 2013 | 1.    | Bantam         | vor Basaar Schalsapow, Asamat Touskajew und Omak Sjurjun                           |